# Scabrostomus dyspistus
Scabrostomus dyspistus är en skalbaggsart som beskrevs av Paul E.Skelley och Robert E. Woodruff 1991. Scabrostomus dyspistus ingår i släktet Scabrostomus och familjen Aphodiidae. Inga underarter finns listade i Catalogue of Life.